# Christoph Spora
Christoph Spora (* 3. August 1977 in Zell am See) ist ein professioneller Golfspieler und Golflehrer.
Er ist Professional der PGA of Germany und ehemaliger österreichischer Nationalteam-Spieler. Zeitweise studierte er Golf Professional Management an der Ferris State University und war dort im Kader des Herrenteams. Danach arbeitete er als Golflehrer am Golf- und Landclub Bayerwald e.V. in Waldkirchen/Poppenreut, im Golfclub Zell am See-Kaprun sowie im Golfclub Pfarrkirchen im Mühlviertel, Oberösterreich.
Seit 2015 ist er im Golfclub Syke bei Bremen tätig.

## Erfolge
- 9. Platz bei der nationalen NCAA-College-Meisterschaft
- Weltmeister 2006 bei der Ski & Golf-WM (allgemeine Altersklasse)
- PGA Bremen/Niedersachsen Vizemeister (2015/2017)[1]
- Gewinner H&H Golf PGA Club Professional Series 2017 im GC Haus Öfte[2]
- Gewinner SAM Golftime PGA Club Pro Series 2019 im GC Castrop-Rauxel[3]